# Guðni Rúnar Helgason
Guðni Rúnar Helgason (16 luglio 1976) è un ex calciatore islandese, di ruolo centrocampista.

## Carriera

### Club
Helgason cominciò la carriera con la maglia del Völsungur, per poi passare in prestito al Sunderland. Tornò al Völsungur, che lo cedette poi a titolo definitivo allo ÍBV Vestmannæyja. Partì nuovamente con la formula del prestito, stavolta verso i tedeschi del Wattenscheid 09.
Tornato allo ÍBV Vestmannæyja, il suo cartellino fu poi venduto ai norvegesi del Liv/Fossekallen, militanti nella 1. divisjon. Esordì in squadra il 28 maggio 2000, quando fu titolare nella sconfitta casalinga per 0-2 contro il Lyn Oslo. Tornò poi in patria, stavolta nelle file del Valur.
Questo club lo prestò in seguito allo Start, formazione che lo fece debuttare nella Tippeligaen il 25 agosto 2002, schierato titolare nella sconfitta per 7-0 contro il Lillestrøm. Giocò poi nel Fylkir e nello Stjarnan, prima di ritirarsi.